# Inny wymiar (singel)
Inny wymiar – drugi singel promujący solową płytę wokalisty zespołu IRA, Artura Gadowskiego, pt. G.A.D.. Singel ukazał się w kwietniu 2000 roku nakładem wytwórni Zic Zac/BMG. Utwór trwa 4 minuty i 24 sekundy i jest szóstym utworem co do najdłuższych na płycie.
Tekst utworu opowiada o innym wymiarze. Autorem tekstu jest eks wokalista grupy Oddział Zamknięty, Krzysztof Jaryczewski. Muzykę skomponowali wspólnie Artur Gadowski oraz Mark Tysper. Jest to jedyny utwór z płyty, którego współkompozytorem jest Gadowski. Utwór utrzymany jest w mocnym rockowym brzmieniu, które otwiera krótka solówka gitarowa.
Do utworu nakręcono również teledysk. Autorem zdjęć do clipu jest Dawid Olczak (fotograf zdjęć do gazetki Hołdysa-"Ultra Szmaty"). W clipie wykorzystano również samochód Gadowskiego Olds Mobil '96. Scenarzystą oraz reżyserem był Jerzy Grabowski. Był on również autorem zdjęć i montażu teledysku. Produkcją zajęła się firma "Grabfilm". W roli operatora wystąpił Krzysztof Jaryczewski, gościnnie Zbigniew Hołdys, który zagrał krótki epizod. Utwór ten stał się największym hitem wokalisty z albumu G.A.D..
W kwietniu, przy okazji akustycznego koncertu Gadowskiego w studiu RMF FM została zagrana akustyczna wersja tego utworu. W tej wersji utwór trwa 3 minuty i 57 sekund. Trafił także na specjalny maxi singel, który został dołączony w formie bonusu do limitowanej edycji płyty G.A.D..
Utwór regularnie pojawiał się podczas koncertów solowych Gadowskiego, oraz wspólnych występów z grupą IRA. Inny wymiar został także zagrany podczas jubileuszowego koncertu zespołu z okazji 15-lecia we wrześniu 2003 roku. Utwór został zagrany nieco szybciej i trwa równe 4 minuty. Od 2006 roku utwór na stałe został włączony do koncertowej setlisty i do dziś regularnie jest grany na koncertach, gdzie cieszy się dużą popularnością wśród fanów.

## Lista utworów na singlu
CD
1. "Inny wymiar" – (A.Gadowski, M.Tysper – K.Jaryczewski) – 4:24

## Twórcy
- Artur Gadowski – śpiew
- Piotr Sujka – gitara basowa
- Wojtek Owczarek – perkusja

Muzycy sesyjni
- Janusz Radek – vocal II
- Robert Sadura – instrumenty klawiszowe
- Tomasz Dąbrowski – gitara solowa

Produkcja
- Nagrywany oraz miksowany: Październik 1999 – Luty 2000 w Studiu S-3, oraz S-4 w Warszawie, oraz w studiu "The Chimney Pot Poland" w Sztokholmie
- Producent muzyczny: Mark Tysper
- Realizator nagrań: Mark Tysper
- Aranżacja: Artur Gadowski, Mark Tysper
- Tekst piosenki: Krzysztof Jaryczewski
- Zdjęcia: Marek Kościkiewicz